# Stella Alpina (Motorradtreffen)

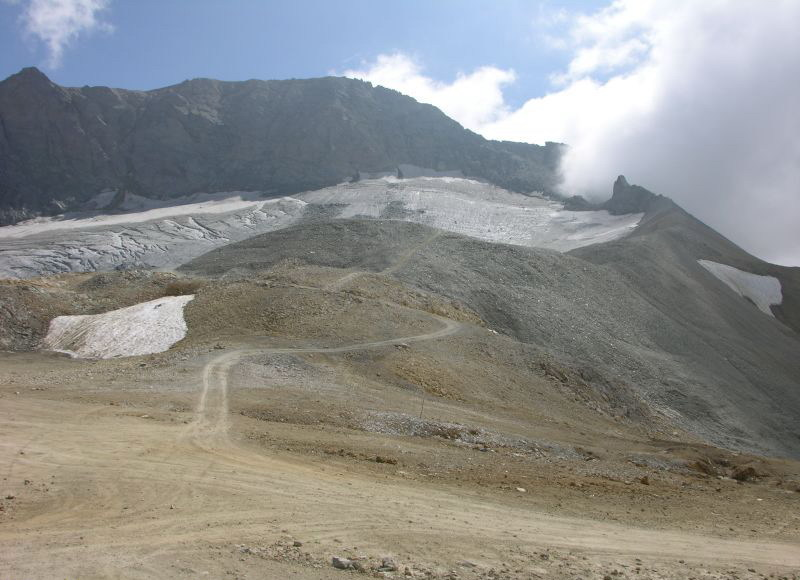
Blick von der Passhöhe des Col de Sommeiller auf den Fahnenhügel

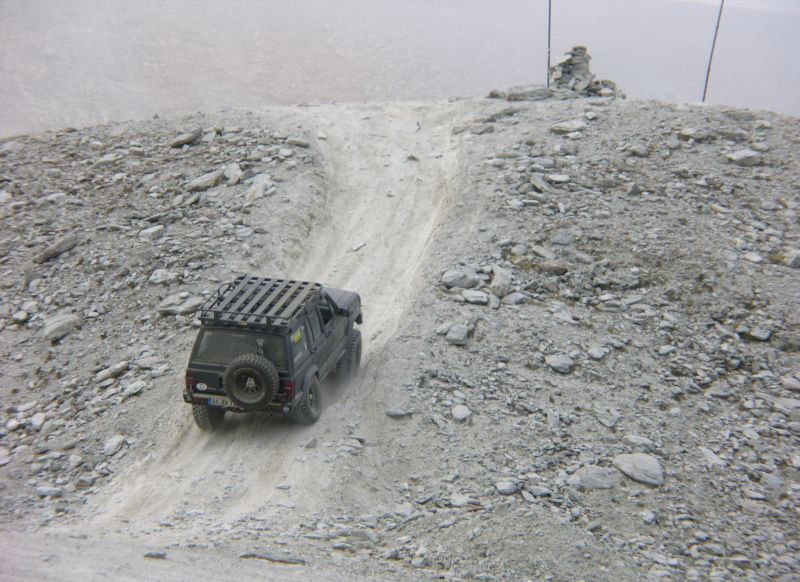
Die letzten Meter der Auffahrt zum Fahnenhügel

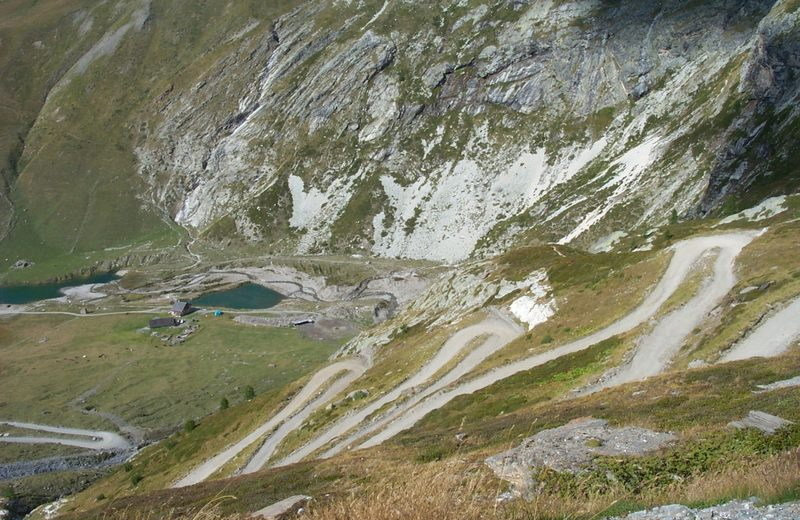
Blick aus den Serpentinen hinab zur Rifugio Scarfiotti

Die Stella Alpina (nach italienisch Stella Alpina ‚Edelweiß‘) war das höchstgelegene Motorradtreffen Europas. Es fand seit 1967 jeweils am zweiten Sonntag im Juli auf einem ehemaligen Flugplatz in der Nähe der italienischen Stadt Bardonecchia im Piemont unterhalb des 2996 Meter hohen Passes Col de Sommeiller statt.
Zur Philosophie des Treffens gehörte es, dass einzig und allein das gemeinsame Interesse am Motorradfahren und die Begeisterung für die Schönheit der alpinen Bergwelt zählten. Der Zutritt war frei für jedermann, unabhängig von der Art oder Marke des Motorrads, von der leichten Geländemaschine bis zur schweren Harley-Davidson war alles anzutreffen. Es gab keinerlei Wettbewerbe, keine Organisatoren, Preise oder Pokale.

## Geschichte
Als Begründer der Stella Alpina gilt der Brite Harry W. Louis, Chefredakteur der Zeitschrift The Motor Cycle. Er traf 1964 bei einer Alpentour den Turiner Enduro- und Trialfahrer Mario Artusio und erkundete mit ihm gemeinsam einige kleine Schotterstraßen in den italienisch-französischen Alpen. Ein Jahr später trafen sich die beiden wieder im Piemont und es entstand die Idee, ein internationales alpines Motorradtreffen am höchsten für Motorräder anfahrbaren Punkt Europas zu organisieren.
Das erste Treffen fand ein Jahr später am 24. Juli 1966 statt und war als Fahrt von Bormio auf das 2757 m hohe Stilfser Joch organisiert. Am Treffen nahmen über 200 Motorradfahrer aus neun Ländern teil. Vertreten waren unter anderem auch Fahrer aus Australien und Neuseeland. Dann wurde klar, dass das Treffen nicht auf dem höchsten mit dem Motorrad erreichbaren Punkt der Alpen stattgefunden hatte. So wurde das Treffen für das folgende Jahr auf eine Hochfläche bei Bardonecchia im Piemont unterhalb des fast 3000 Meter hohen Col de Sommeiller verlegt. Das ebene, einst als Feldflugplatz planierte Gelände, unterhalb des Talschlusses erwies sich als perfekte Location für das Motorradtreffen. Das zweite Treffen fand am 9. Juli 1967 statt.
Beim achten Treffen am 8. Juli 1973 wurden erstmals über 1000 Teilnehmer registriert, eine Zahl, die bis 2023 nur auf 1.500 stieg.
Die Stella Alpina 2024, die für den 14. Juli geplant war, wurde am 19. Juni kurzfristig abgesagt. Grund waren behördliche Auflagen, die von den Organisatoren bis zum 14. Juli nicht zu erfüllen waren. So sollen die italienischen Behörden von den Organisatoren verlangt haben, die vollständige Veranstalterhaftung zu übernehmen. Damit wäre das Team um Alberto Borello für alle Vorfälle und eventuelle Rettungseinsätze rund um das Event zivil- und strafrechtlich in der Haftung gewesen. Um das Stella Alpina fortzusetzen, hätte es einer umfangreichen Reform des traditionell informellen Treffens bedurft – inklusive Teilnahmegebühr. Dies sei nicht im Sinne von Stella-Gründer Mario Artusio, war Borello überzeugt, weshalb er sich für die Absage entschied.
Die finale Stella Alpina Rallye fand somit am 9. Juli 2023 statt.

## Ablauf
Treffpunkt waren die Hochalmen bei der Rifugio Scarfiotti oder im Hochtal von Rochemolles, wo auch die Möglichkeit zum (kostenlosen) Zelten bestand. In Bardonécchia gab es auf der Piazza Europa ein Organisationsbüro, in dem die Möglichkeit bestand, sich offiziell als Teilnehmer einzuschreiben.
Am Sonntag des Treffens galt es, über ca. 11 km Schotterwege und über 40 Kehren das Hochplateau des Col de Sommeiller auf 3009 m Höhe zu erreichen. Nicht in jedem Jahr war das möglich, da selbst im Hochsommer in dieser Höhenlage oft noch Schnee liegt. Die Strecke galt als eine der leichteren der legal befahrbaren Pisten in den Alpen.